# TE31
TE31(알지롱)은 2002년에 설립된 대한민국의 1세대 인터넷 커뮤니티이다. PC통신 Hitel 서비스 종료 시점에 하이텔 TE31(호기심해결) 유저들을 이끌고 박종찬(고펑)이 만들었다.
PC통신 화면을 떠올리게하는 파란 배경의 디자인이 특징이다.
15년간 알지롱넷이라는 이름을 사용하다가 TE31.COM으로 변경하였다.